# .ye
.ye је највиши Интернет домен државних кодова (ccTLD) за Јемен.